# Syzygium quadricostatum
Syzygium quadricostatum är en myrtenväxtart som beskrevs av Peter Shaw Ashton. Syzygium quadricostatum ingår i släktet Syzygium och familjen myrtenväxter. Inga underarter finns listade i Catalogue of Life.